# Gourgé
Gourgé – miejscowość i gmina we Francji, w regionie Nowa Akwitania, w departamencie Deux-Sèvres.
Według danych na rok 1990 gminę zamieszkiwało 915 osób, a gęstość zaludnienia wynosiła 18 osób/km² (wśród 1467 gmin regionu Poitou-Charentes Gourgé plasuje się na 342. miejscu pod względem liczby ludności, natomiast pod względem powierzchni na miejscu 33.).